# Stadhouderskade (Amsterdam)

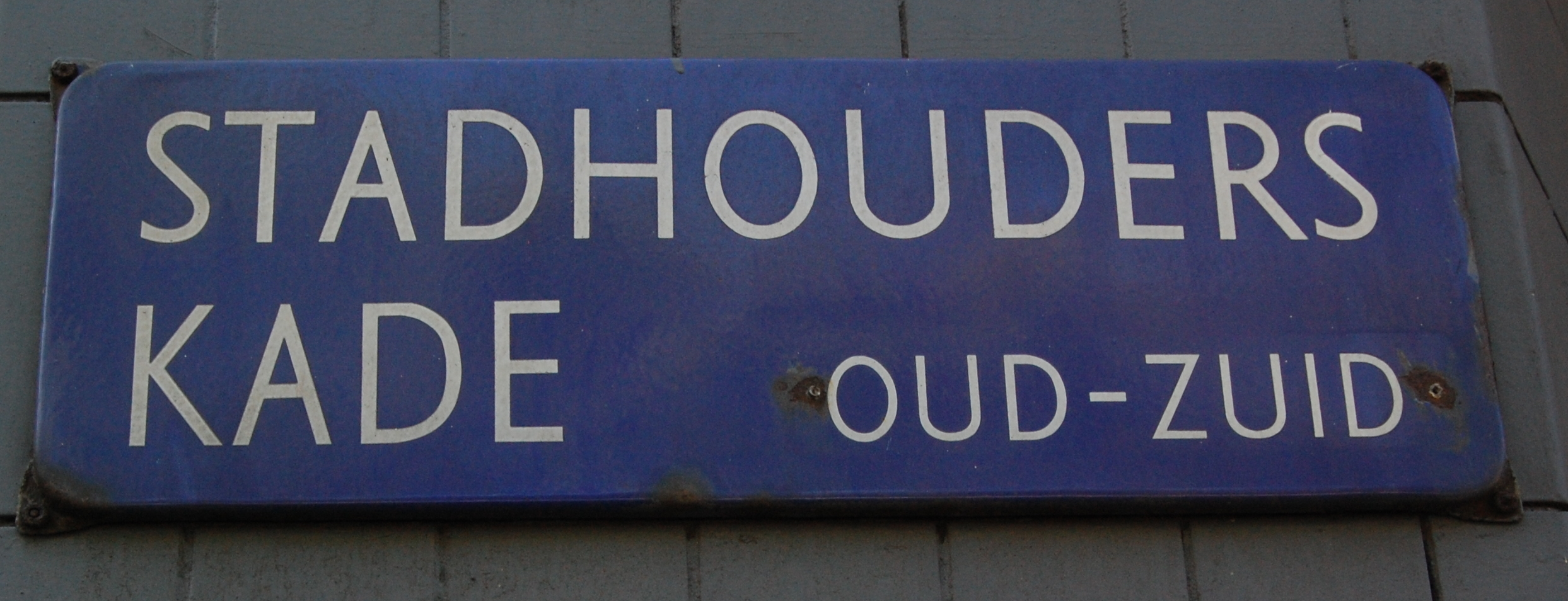

De Stadhouderskade is een straat in Amsterdam-West (nummers 1 tot 23) en Amsterdam-Zuid, op de west- en zuidoever van de Singelgracht van de Overtoom tot aan de Amstel. De straat maakt deel uit van een reeks van drie straten die de buitenring om de Singelgracht vormen. De buitenring (de stadsroute 100) wordt van noord naar zuid gevormd door de Nassaukade tot aan de kruising met de Overtoom; de Stadhouderskade en vanaf de Torontobrug, de Mauritskade.

## Algemeen
De Stadhouderskade is in 1872 vernoemd naar de stadhouders Willem II (1626-1650) en Willem III (1650-1702). Het was in 1872 tweehonderd jaar geleden dat Stadhouder Willem III in 1672 Nederland bevrijdde van de Engelsen en de Fransen. De kade werd voordien aangeduid met Buitensingel.
De belangrijkste straten die door de Stadhouderskade worden gekruist zijn: Vondelstraat, Hobbemastraat, P.C. Hooftstraat, Ferdinand Bolstraat en Van Woustraat. De enige gracht die door de Stadhouderskade wordt gekruist is de Boerenwetering. Aan de Stadhouderskade is een toegang naar het Vondelpark.

## Openbaar vervoer
Tussen de Overtoom en het Leidsebosje rijdt tramlijn 1 sinds 1904 en van 1993-1996 en van 22 juli 2018 tot 17 maart 2020 ook tram 11. Tussen het Leidsebosje en de Hobbemastraat rijden tramlijn 2 en tramlijn 5 sinds 1992 en sinds 22 juli 2018 ook tram 12 in het plantsoen naast de weg. De route tussen Leidsebosje en Hobbemastraat/P.C. Hooftstraat werd tot 1958 door de lijnen 2 en 3 bereden, totdat deze de Vondelbrug konden gaan benutten. Tussen de Overtoom en de Museumbrug reed tot 1942 tramlijn 6. De sporen, die midden in het wegdek lagen, werden pas in 2006 opgebroken.. Tussen de Overtoom en de Hobbemastraat rijden een tweetal streekbuslijnen van Connexxion.
Onder/naast de Stadhouderskade ligt ter hoogte van het Rijksmuseum een opvangbassin voor overtollig regen/rioolwater.

## Gebouwen etc.

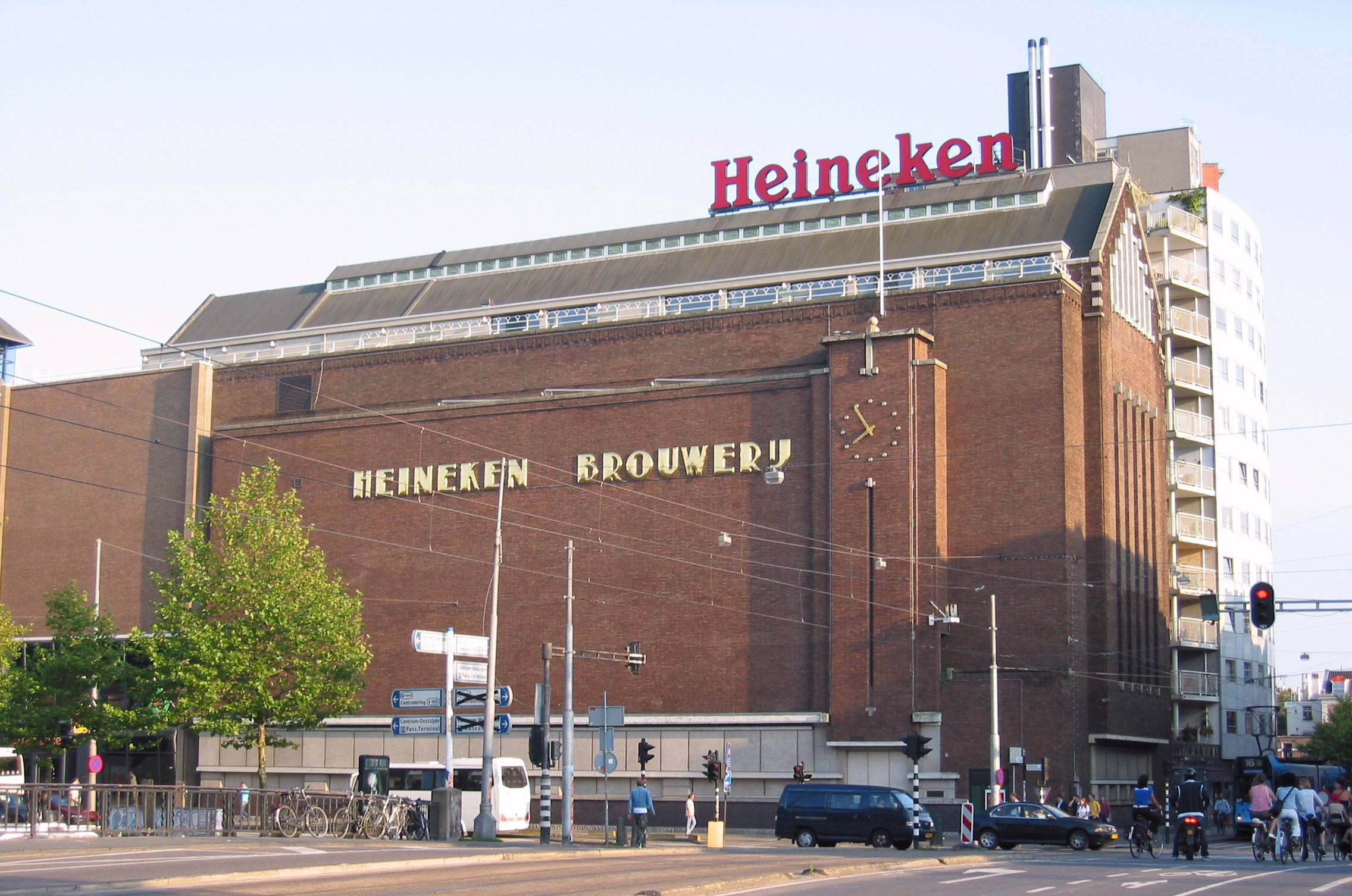
De Heineken Brouwerij

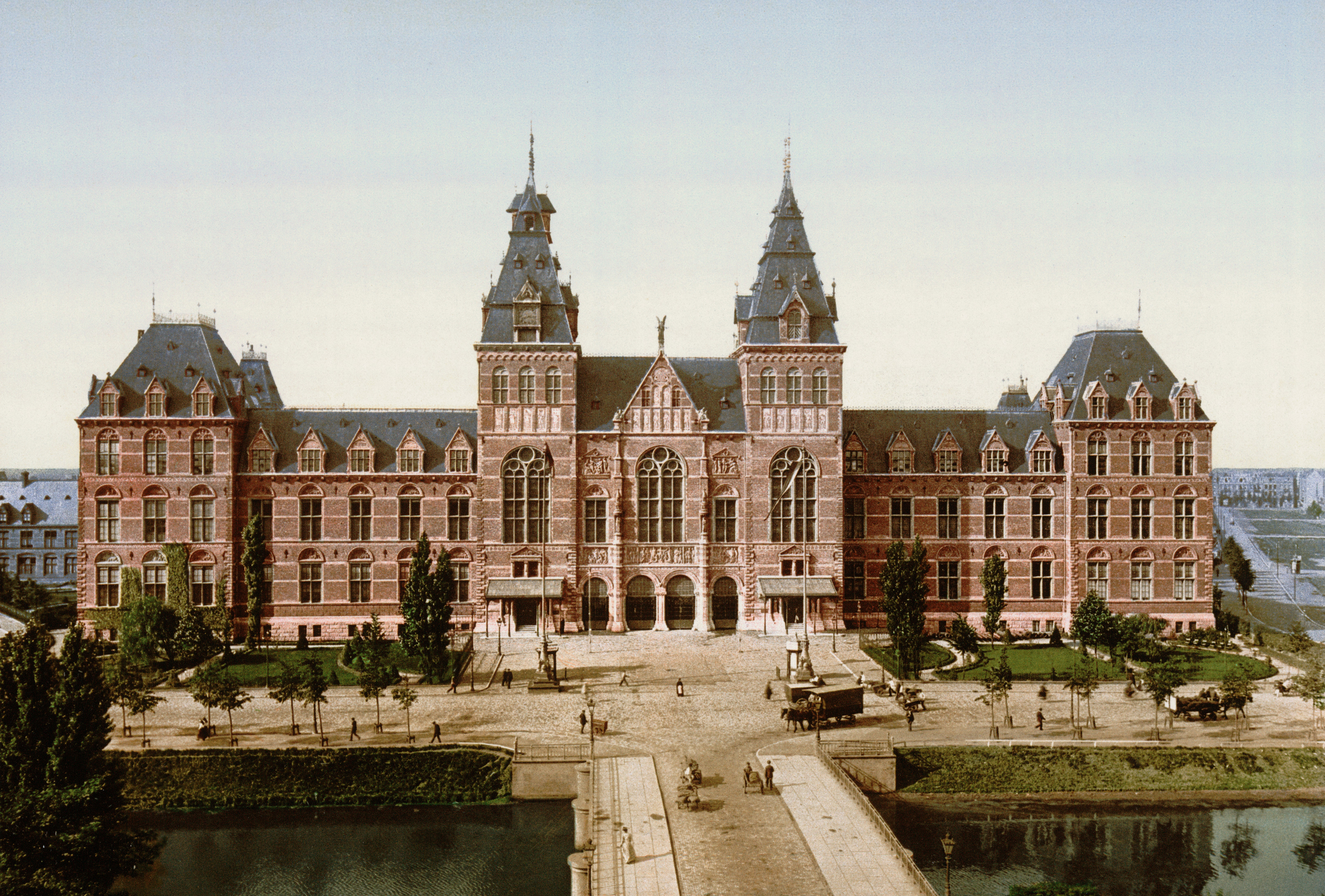
Het Rijksmuseum (eind 19e eeuw

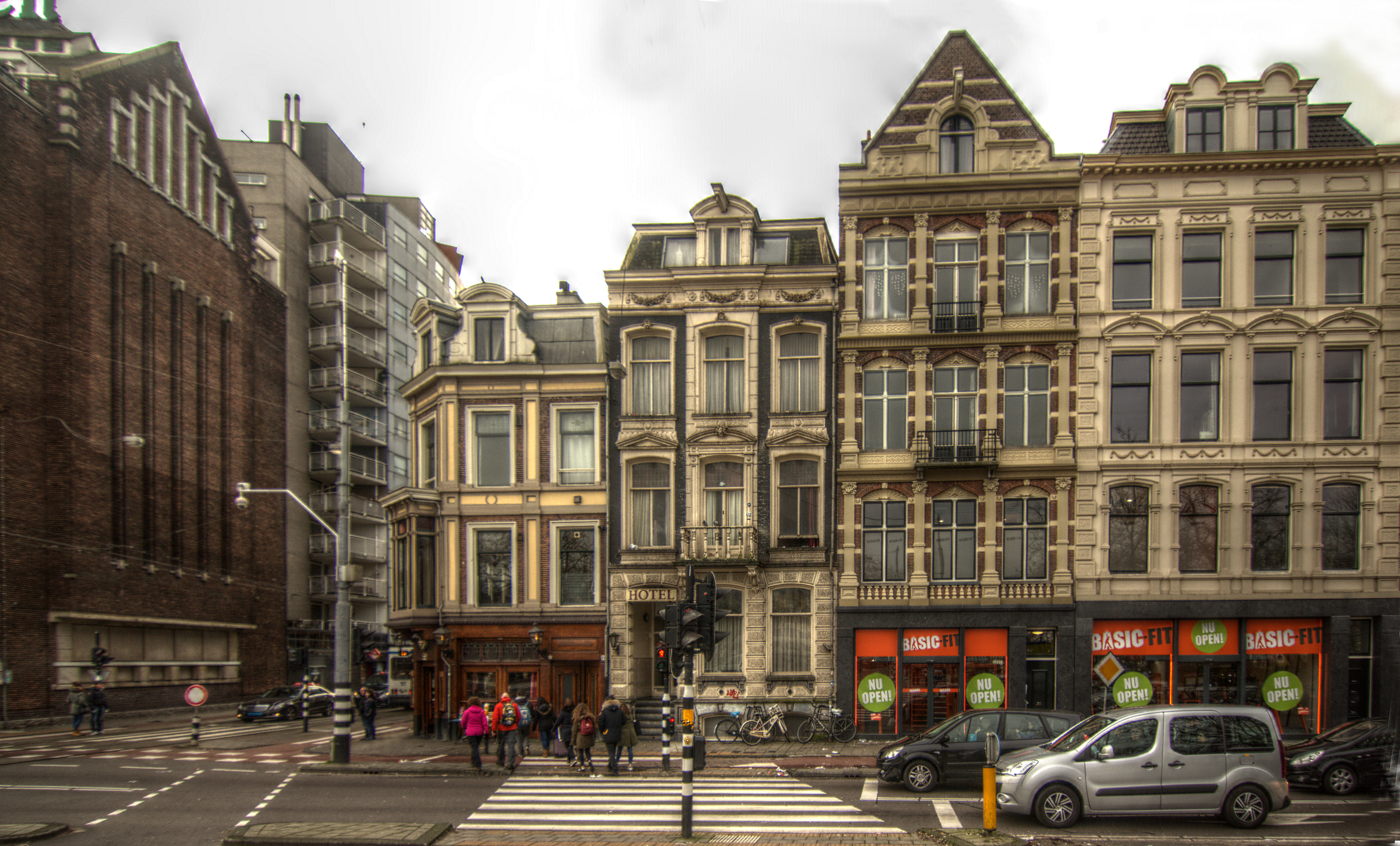
Stadhouderskade 77-74 (december 2015)

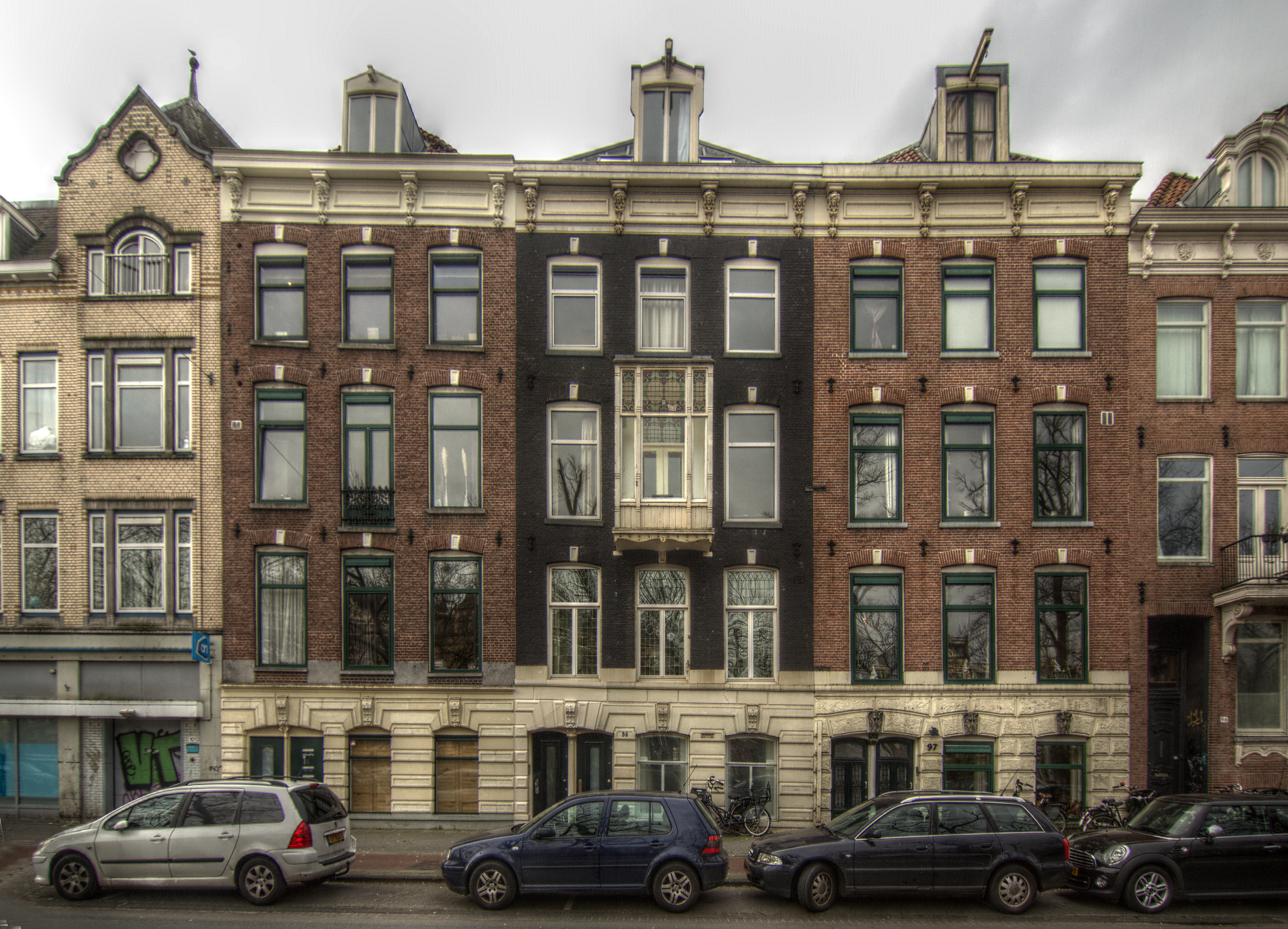
Stadhouderskade 99-97 (januari 2016, faunen op 97)

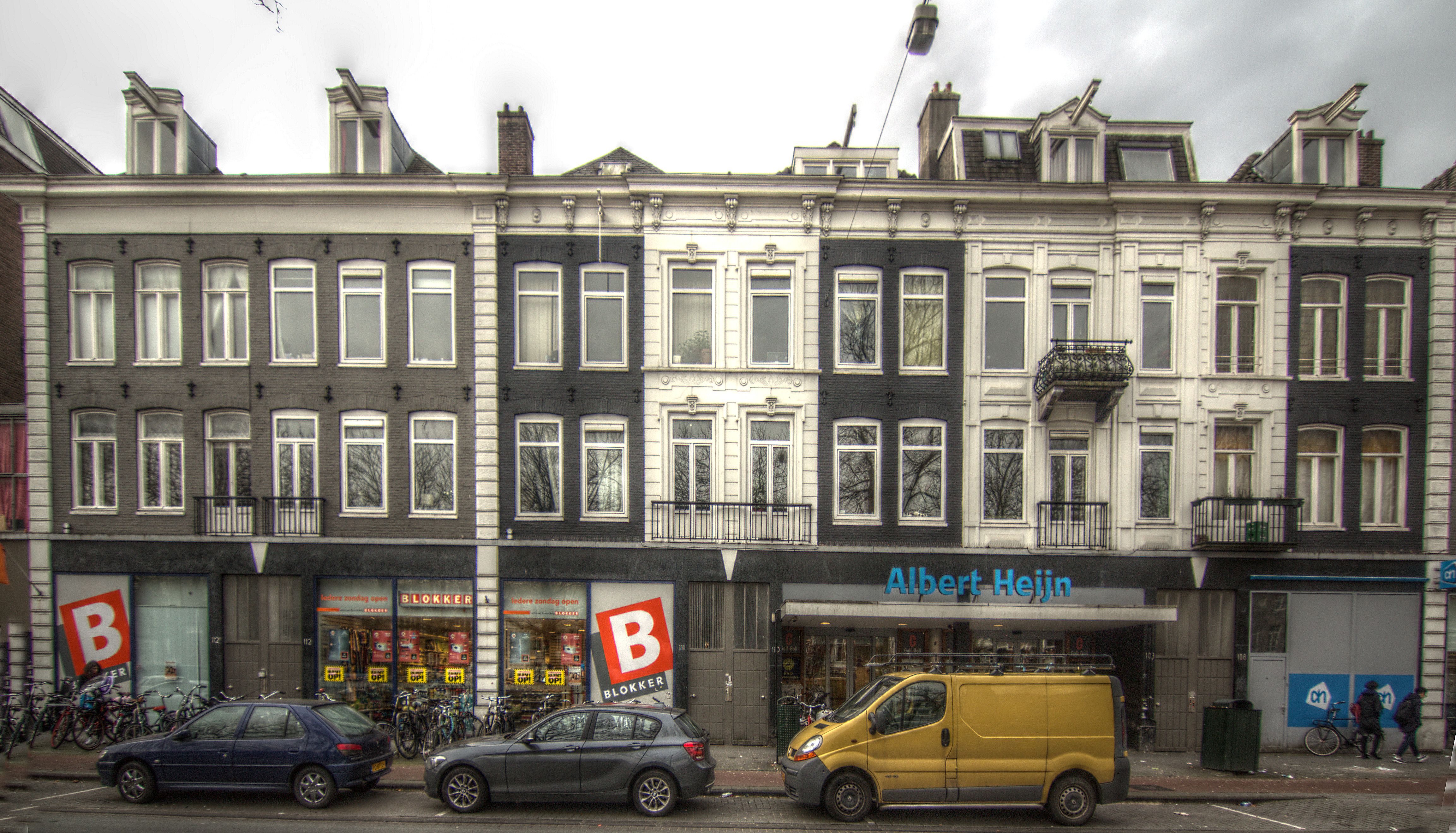
Stadhouderskade 113-107 (januari 2016)

De variatie aan gebouwen die hier in de loop der jaren werden neergezet is groot. Er waren destijds nog geen regels en het bouwen van woningblokken was te duur. Er verschenen luxe en minder luxe gebouwen. De straatnummering is doorlopend, maar zeker aan het begin niet compleet. Er zijn in de loop der jaren ook al gebouwen verdwenen door bijvoorbeeld brand of modernisering:
- Stadhouderskade 1 (rijksmonument)
- Stadhouderskade 3
- Stadhouderskade 5 (gemeentemonument)
- Stadhouderskade 7 (gemeentemonument)
- Stadhouderskade 12, Amsterdam Marriott Hotel
- Stadhouderskade 19-20, Persilhuis
- Stadhouderskade 21, Koepelkerk
- Stadhouderskade 23, Byzantium
- Stadhouderskade ongenummers: Stedemaagd (rijksmonument)
- Stadhouderskade 25, Park Hotel Amsterdam
- Stadhouderskade 29
- Stadhouderskade 30
- Stadhouderskade 31-35
- Stadhouderskade 40-41 (rijksmonument)
- Stadhouderskade 42, Rijksmuseum (rijksmonument)
- Stadhouderskade 43-46, voormalige Polderhuis
- Stadhouderskade 47-49 (gemeentemonument)
- Stadhouderskade 50-51; dubbel symmetrisch herenhuis met hardstenen pui; wellicht de woning van kinderarts Sybren Schippers (de huisnummering werd rond die tijd gewijzigd)
- Stadhouderskade 52-53
- Stadhouderskade 54
- Stadhouderskade 55 met eerst Kapel van Sint Josephs Gezellen-Vereeniging (afgebroken), vervolgens het Van Nispenhuis (afgebrand) en vanaf de jaren negentig het Willemshuis
- Stadhouderskade 56-57
- Stadhouderskade 58-59
- Stadhouderskade 60-60a (gemeentemonument)
- Stadhouderskade 61, hoekpand met Frans Halsstraat
- Stadhouderskade 62-63, hoekpand met Frans Halsstraat
- Stadhouderskade 64
- Stadhouderskade 65-66
- Stadhouderskade 67
- Stadhouderskade 68 (gemeentemonument)
- Singelhoven op Stadhouderskade 69-70
- Stadhouderskade 71
- Stadhouderskade 72-73
- Stadhouderskade 74
- Stadhouderskade 75, vormt sinds 2015 bouwkundig een geheel met nummer 74 en achterliggende panden aan de Eerste Jacob van Campenstraat, voor wat betreft architectuur verschillen de panden,
- Stadhouderskade 76, is al jaren een hotel, in de jaren zestig tot tachtig Hotel Stadhouder, in 2015 budgethotel Vivaldi, er is een gedenksteen voor de legging van de eerste steen die de naam draagt van Jan Hoffman, verder onbekend gebleven,
- Stadhouderskade 77, hoek Ferdinand Bolstraat 2-6
- Stadhouderskade 78-79, Heinekenbrouwerij (rijksmonument)
- Stadhouderskade 80, kantoor/woningen van Quartier Latin
- Stadhouderskade 81 (verdwenen)
- Stadhouderskade 82-83
- Stadhouderskade 84
- Stadhouderskade 85
- Stadhouderskade 86 (rijksmonument)
- Stadhouderskade 87-88
- Stadhouderskade 89-90
- Stadhouderskade 91
- Stadhouderskade 92
- Stadhouderskade 93-94
- Stadhouderskade 95-96
- Stadhouderskade 97
- Stadhouderskade 98 en 99; lijken sterk op huisnummer 97 doch zonder de faunen; nr. 98 heeft een relatief grote erker, de familie Cornelis Bellaar Spruyt was hier enige tijd woonachtig; nummer 99 heeft of had een achtergevel ontworpen door Gerrit van Arkel
- Stadhouderskade 100-101
- Stadhouderskade 107-109, woningen met op de begane grond Albert Heijn; vertoont gelijkenis in spiegelbeeld met
- Stadhouderskade 110-113
- Stadhouderskade 114, behoorde tot het complex Gerard Doustraat 175-181 van de rijtuigfabriek Spijker
- Stadhouderskade 115 (gemeentemonument)
- Stadhouderskade 116-122
- Stadhouderskade 123-124
- Stadhouderskade 125-127
- Stadhouderskade 128
- Stadhouderskade 129
- Stadhouderskade 130-134 (gemeentemonument)
- Stadhouderskade 135-136
- Stadhouderskade 137-139
- Stadhouderskade 140-141
- Stadhouderskade 142-144/Hemonylaan 25a
- Stadhouderskade 145-146/Hemonystraat 1
- Stadhouderskade 147-148, onopvallende panden
- Stadhouderskade 149-150 (praktijk van Rijk Kramer)
- Stadhouderskade 151-154
- Stadhouderskade 155
- Stadhouderskade 156
- Stadhouderskade 157
- Stadhouderskade 158, woning van Pieter Zeeman
- Stadhouderskade 159
- Stadhouderskade 160 (gemeentemonument)